# Mistrzostwa Europy w Lekkoatletyce 1978 – bieg na 400 m przez płotki mężczyzn

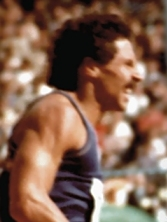
Harald Schmid (1981)

Bieg na dystansie 400 metrów przez płotki mężczyzn był jedną z konkurencji rozgrywanych podczas XII mistrzostw Europy w Pradze. Biegi eliminacyjne zostały rozegrane 29 sierpnia, biegi półfinałowe 30 sierpnia, a bieg finałowy 31 sierpnia 1978 roku. Zwycięzcą tej konkurencji został reprezentant Republiki Federalnej Niemiec Harald Schmid. W rywalizacji wzięło udział dwudziestu siedmiu zawodników z dziewiętnastu reprezentacji.

## Rekordy
| Rekord świata     | Edwin Moses (USA)  | 47,45 | Los Angeles, Stany Zjednoczone | 11.06.1977 |
| Rekord Europy     | David Hemery (GBR) | 48,12 | Meksyk, Meksyk                 | 15.10.1968 |
| Rekord mistrzostw | Alan Pascoe (GBR)  | 48,82 | Rzym, Włochy                   | 04.09.1974 |

## Wyniki

### Eliminacje
Rozegrano cztery biegi eliminacyjne. Do półfinałów awansowało po trzech najlepszych zawodników każdego biegu eliminacyjnego (Q), a także czterech z pozostałych z najlepszymi czasami (q).
Bieg 1
| Miejsce | Zawodnik            | Czas  | Uwagi |
| ------- | ------------------- | ----- | ----- |
| 1       | Dmitrij Stukałow    | 50,35 | Q     |
| 2       | Harry Schulting     | 50,39 | Q     |
| 3       | Peter Haas          | 50,45 | Q     |
| 4       | José Carvalho       | 51,02 |       |
| 5       | Christer Gullstrand | 51,03 |       |
| 6       | Gary Oakes          | 52,08 |       |
| 7       | Felix Rummele       | 52,13 |       |

Bieg 2
| Miejsce | Zawodnik        | Czas  | Uwagi |
| ------- | --------------- | ----- | ----- |
| 1       | Thomas Löwe     | 50,34 | Q     |
| 2       | Janko Bratanow  | 50,45 | Q     |
| 3       | Horia Toboc     | 50,75 | Q     |
| 4       | Oleg Bułatkin   | 50,90 |       |
| 5       | Claude Anicet   | 51,68 |       |
| 6       | Miroslav Kodejš | 51,98 |       |
| 7       | Bill Hartley    | 52,15 |       |

Bieg 3
| Miejsce | Zawodnik           | Czas  | Uwagi |
| ------- | ------------------ | ----- | ----- |
| 1       | Harald Schmid      | 49,78 | Q     |
| 2       | Rok Kopitar        | 50,43 | Q     |
| 3       | Jeorjos Paris      | 50,45 | Q     |
| 4       | Jean-Claude Nallet | 50,49 | q     |
| 5       | Alan Pascoe        | 50,95 |       |
| 6       | Ladislav Kárský    | 51,38 |       |
| 7       | Lars Nilsen        | 51,48 |       |

Bieg 4
| Miejsce | Zawodnik          | Czas  | Uwagi |
| ------- | ----------------- | ----- | ----- |
| 1       | Wasyl Archypenko  | 50,15 | Q     |
| 2       | José Alonso       | 50,27 | Q     |
| 3       | Stawros Dziordzis | 50,49 | Q     |
| 4       | Axel Salander     | 50,55 | q     |
| 5       | Franz Meier       | 50,66 | q     |
| 6       | Lars-Åke Welander | 50,72 | q     |

### Półfinały
Rozegrano dwa półfinały. Do finału awansowało po czterech najlepszych zawodników każdego biegu półfinałowego (Q).
Półfinał 1
| Miejsce | Zawodnik          | Czas  | Uwagi |
| ------- | ----------------- | ----- | ----- |
| 1       | Harald Schmid     | 50,07 | Q     |
| 2       | José Alonso       | 50,32 | Q     |
| 3       | Horia Toboc       | 50,42 | Q     |
| 4       | Dmitrij Stukałow  | 50,51 | Q     |
| 5       | Stawros Dziordzis | 50,83 |       |
| 6       | Peter Haas        | 51,29 |       |
| 7       | Axel Salander     | 51,63 |       |
| 8       | Janko Bratanow    | 52,39 |       |

Półfinał 2
| Miejsce | Zawodnik           | Czas  | Uwagi |
| ------- | ------------------ | ----- | ----- |
| 1       | Wasyl Archypenko   | 49,92 | Q     |
| 2       | Jean-Claude Nallet | 49,98 | Q     |
| 3       | Franz Meier        | 50,12 | Q     |
| 4       | Harry Schulting    | 50,22 | Q     |
| 5       | Jeorjos Paris      | 50,66 |       |
| 6       | Rok Kopitar        | 50,98 |       |
| 7       | Lars-Åke Welander  | 50,99 |       |
| 8       | Thomas Löwe        | 51,96 |       |

### Finał
| Miejsce | Zawodnik           | Czas  | Uwagi |
| ------- | ------------------ | ----- | ----- |
| 1       | Harald Schmid      | 48,51 | CR    |
| 2       | Dmitrij Stukałow   | 49,72 |       |
| 3       | Wasyl Archypenko   | 49,77 |       |
| 4       | Franz Meier        | 49,84 |       |
| 5       | Harry Schulting    | 50,07 |       |
| 6       | Jean-Claude Nallet | 50,10 |       |
| 7       | José Alonso        | 50,19 |       |
| 8       | Horia Toboc        | 50,46 |       |